# Mistrzostwa Świata w Hokeju na Lodzie Kobiet 2019/Elita
Mistrzostwa Świata Elity Kobiet w Hokeju na Lodzie 2019 były międzynarodowym turniejem hokeja na lodzie organizowanym przez Międzynarodową Federację Hokeja na Lodzie. Został on rozegrany w Espoo w Finlandii w dniach 4–14 kwietnia 2019 r.
Stany Zjednoczone wygrały swój dziewiąty tytuł (i piąty z rzędu) po zwycięstwie nad Finlandią 2-1. Kanada zdobyła brązowy medal pokonując Rosję 7–0. 
Po turnieju w 2017 r. ogłoszono, że w 2019 r. turniej zostanie poszerzony do dziesięciu drużyn. Pierwotnie, poczynając od pierwszego turnieju w 1990 r. w turnieju brało udział osiem drużyn, z wyjątkiem lat 2004, 2007, 2008 i 2009, w których grało dziewięć zespołów. W edycji 2004 grało dziewięć zespołów z racji tego, Japonia awansowała z Dywizji II, ale żadna drużyna nie spadła z najwyższej dywizji w 2003 r. Z powodu odwołania turnieju elit w Chinach (wybuch choroby SARS) dwie drużyny zostały zdegradowane z najwyższej dywizji w 2004 r. Powrót do ośmiu drużyn nastąpił w 2005 r., lecz ze względu na sukces dziewięciozespołowego formatu mistrzostw z 2004 r., IIHF postanowił ponownie poszerzyć czempionat do dziewięciu zespołów w 2007 r. W 2009 roku ponownie powrócono do ośmiozespołowej formuły mistrzostw. Aby w turnieju znów mogło uczestniczyć dziesięć drużyn, Czeszki, które przegrały grupę spadkową w 2017 roku, pozostały w pierwszej lidze. Dołączyły one do mistrzyń Dywizji I grupy A Japonek (2017) oraz Francuzek (2018) 

## Arena
| Espoo                                                |
| Główne lodowisko Espoo Metro Areena Pojemność: 6,982 |
|                                                      |

Na głównej arenie w Espoo rozegrano 23 spotkania, a sześć pozostałych odbyło się na drugim lodowisku w ramach tego samego kompleksu. 

## Format
Dziesięć zespołów zostało podzielonych na dwie grupy zgodnie z ich rankingami. W grupie A wszystkie drużyny awansowały do ćwierćfinału, z grupy B trzy. Dwie ostatnie drużyny grupy B zostały zdegradowane do niższej dywizji. Od ćwierćfinału wykorzystano system pucharowy. 

## Uczestnicy
|  | Grupa A - Stany Zjednoczone - Kanada - Finlandia – 'Gospodarz - Rosja - Szwajcaria | Grupa B - Szwecja - Japonia – Awans z Dywizji I grupy A w 2017 - Niemcy - Czechy - Francja – Awans z Dywizji I grupy A w 2018 |

## Sędziowie
Do turnieju wybrano 12 sędziów głównych i 10 liniowych. 
|  | - Gabrielle Ariano-Lortie - Lacey Senuk - Henna Åberg - Kaisa Ketonen - Nicole Hertrich - Miyuki Nakayama | - Yana Zueva - Nikoleta Celárová - Maria Furberg - Gabriella Gran - Anna Maria Wiegand - Jamie Huntley-Park |

|  | - Julia Kainberger - Justine Todd - Michaela Štefková - Jenni Heikkinen - Jenni Jaatinen | - Lisa Linnek - Diana Mokhova - Veronica Lovensno - Magali Anex - Jacqueline Spresser |

## Składy
Skład każdej drużyny składa się z co najmniej 15 łyżwiarek (napastniczek i defensorek) i 2 bramkarek, oraz najwyżej 20 łyżwiarek i 3 bramkarek. Wszystkie dziesięć uczestniczących państw musiało przedstawić „Długą listę” składów nie później niż dwa tygodnie przed turniejem. 

## Runda wstępna
Harmonogram gier został zatwierdzony 20 sierpnia 2018 r.
Wszystkie godziny podane według czasu lokalnego (UTC + 3).

### Grupa A
| Poz | Zespół            | Mecze | W | OTW | OTP | P | GF | GA | +/- | Punkty | Kwalifikacja |
| --- | ----------------- | ----- | - | --- | --- | - | -- | -- | --- | ------ | ------------ |
| 1   | Stany Zjednoczone | 4     | 4 | 0   | 0   | 0 | 27 | 4  | +23 | 12     | Ćwierćfinały |
| 2   | Kanada            | 4     | 3 | 0   | 0   | 1 | 19 | 5  | +14 | 9      | Ćwierćfinały |
| 3   | Finlandia (G)     | 4     | 2 | 0   | 0   | 2 | 13 | 14 | − 1 | 6      | Ćwierćfinały |
| 4   | Rosja             | 4     | 1 | 0   | 0   | 3 | 3  | 20 | -17 | 3      | Ćwierćfinały |
| 5   | Szwajcaria        | 4     | 0 | 0   | 0   | 4 | 3  | 22 | -19 | 0      | Ćwierćfinały |

### Grupa B
| Poz | Zespół      | Mecze | W | OTW | OTP | P | GF | GA | +/- | Punkty | Kwalifikacja lub spadek  |
| --- | ----------- | ----- | - | --- | --- | - | -- | -- | --- | ------ | ------------------------ |
| 1   | Czechy      | 4     | 4 | 0   | 0   | 0 | 13 | 5  | +8  | 12     | Ćwierćfinały             |
| 2   | Niemcy      | 4     | 1 | 1   | 1   | 1 | 7  | 8  | -1  | 6      | Ćwierćfinały             |
| 3   | Japonia     | 4     | 2 | 0   | 0   | 2 | 9  | 8  | +1  | 6      | Ćwierćfinały             |
| 4   | Szwecja (S) | 4     | 1 | 0   | 1   | 2 | 8  | 11 | -3  | 4      | Spadek do I Dywizji 2020 |
| 5   | Francja (S) | 4     | 0 | 1   | 0   | 3 | 5  | 10 | -5  | 2      | Spadek do I Dywizji 2020 |

(S) - Spadek

## Faza pucharowa

### Mecz o dziewiąte miejsce
Szwecja - Francja  4-2

### Ćwierćfinały
Stany Zjednoczone - Japonia  4-0
 Kanada - Niemcy  5-0
 Rosja - Szwajcaria  3-0
 Finlandia - Czechy  3-1

### Półfinały
Kanada - Finlandia  2-4
 Stany Zjednoczone - Rosja  8-0

### Mecz o trzecie miejsce
Kanada - Rosja  7-0

### Finał
Stany Zjednoczone - Finlandia  2-1

#### Kontrowersje
Podczas meczu o złoty medal pomiędzy Finlandią a USA, Finlandia zdobyła gola w 11 minucie 33 sekundzie meczu. Drużyna Finlandii świętowała jego zdobycie, jednak drużyna USA zażądała weryfikacji wideo. Sytuację sprawdzano przez ponad dziesięć minut i ostatecznie zdecydowano o anulowaniu bramki. IIHF wydał oświadczenie prasowe następnego dnia, powołując się na punkty 186 i 183 regulaminu (odnoszące się do przypadkowego kontaktu z bramkarzem w trakcie gry) jako powody nieuznania bramki. USA wygrały mecz po serii rzutów karnych. Finlandia próbowała złożyć oficjalny protest w IIHF, ale został on odrzucony. Sam mecz i jego ostateczny wynik były nadal komentowane w mediach społecznościowych jeszcze długo po zakończeniu gry. Później ogłoszono, że Fiński Związek Hokeja na Lodzie zapłaci drużynie fińskiej premię za zdobycie złotego medalu, zamiast premii za srebrny medal. 

## Klasyfikacja końcowa
| Poz | Grupa | Drużyna           | Mecze | W | OTW | OTP | P | GF | GA | +/- | Punkty | Rezultat                       |
| --- | ----- | ----------------- | ----- | - | --- | --- | - | -- | -- | --- | ------ | ------------------------------ |
| 1   | A     | Stany Zjednoczone | 7     | 6 | 1   | 0   | 0 | 41 | 5  | +36 | 20     | Mistrzostwo                    |
| 2   | A     | Finlandia (G)     | 7     | 4 | 0   | 1   | 2 | 21 | 19 | +2  | 13     | II miejsce                     |
| 3   | A     | Kanada            | 7     | 5 | 0   | 0   | 2 | 33 | 9  | +24 | 15     | III miejsce                    |
| 4   | A     | Rosja             | 7     | 2 | 0   | 0   | 5 | 6  | 35 | −29 | 6      | Czwarte miejsce                |
|     |       |                   |       |   |     |     |   |    |    |     |        |                                |
| 5   | A     | Szwajcaria        | 5     | 0 | 0   | 0   | 5 | 3  | 25 | −22 | 0      | Wyeliminowane w ćwierćfinałach |
| 6   | B     | Czechy            | 5     | 4 | 0   | 0   | 1 | 14 | 8  | +6  | 12     | Wyeliminowane w ćwierćfinałach |
| 7   | B     | Niemcy            | 5     | 1 | 1   | 1   | 2 | 7  | 13 | −6  | 6      | Wyeliminowane w ćwierćfinałach |
| 8   | B     | Japonia           | 5     | 2 | 0   | 0   | 3 | 9  | 12 | −3  | 6      | Wyeliminowane w ćwierćfinałach |
|     |       |                   |       |   |     |     |   |    |    |     |        |                                |
| 9   | B     | Szwecja           | 5     | 2 | 0   | 1   | 2 | 11 | 13 | −2  | 7      | I Dywizja 2020                 |
| 10  | B     | Francja           | 5     | 0 | 1   | 0   | 4 | 7  | 13 | −6  | 2      | I Dywizja 2020                 |